# Basay jezik
Basay jezik (basai, kawanuwan; ISO 639-3: byq), izumrli tajvanski jezik kojim su nekada govorili pripadnici sinizirane etničke skupine Basay, sa sjevera Formoze. Stariji ljudi su možda upamtili poneku riječ. 
Pripadao je sjevernoj podskupini istočnoformoških jezika. Basajskoj skupini plemena pripadali su basay vlastiti, Luilang, Nankan i Puting. Imao je dva dijalekta: trobiawan i linaw-qauqaul.
Nekada klasificiran među 17 pajvanskih jezika

## Vanjske poveznice
- Ethnologue (14th)
- Ethnologue (15th)